# Hugh Trevor-Roper
Hugh Trevor-Roper (Glanton, 15 de enero de 1914 – Oxford, 26 de enero de 2003) fue un historiador británico. Se le considera una autoridad en el estudio de la Edad Moderna y la Alemania nazi.

## Biografía
Cursó estudios clásicos e historia moderna en Charterhouse School y Christ Church, Oxford. Incómodo con la Filología, se centró en la Historia. Su primera obra fue la innovadora biografía del arzobispo William Laud (1940).
Perteneció a la Inteligencia Militar británica durante la Segunda Guerra Mundial. Tras la guerra, acusó a su amigo y colega Kim Philby de socavar las iniciativas del almirante alemán Wilhelm Canaris, que pretendía derribar el régimen nazi y negociar con el gobierno británico. Cuando la condición de espía soviético de Philby fue puesta al descubierto en 1963, Trevor-Roper se sintió profundamente traicionado.
En 1945 recibió el encargo gubernamental de investigar la muerte Adolf Hitler, para rebatir las insinuaciones soviéticas de que aún estaba vivo bajo la protección de los aliados occidentales. Resultado de esa investigación fue su libro Los últimos días de Hitler (1947). Asentó su autoridad en el tema del Tercer Reich en obras posteriores como Hitler's Table Talk (1953) y The Goebbels Diaries (1978).
En 1950, como resultado de una conferencia que tuvo lugar en Berlín, funda el Congreso para la Libertad Cultural y la revista Encounter junto con otros intelectuales anticomunistas, como Sidney Hook, Melvin J. Lasky, Ignazio Silone, Arthur Koestler, Raymond Aron y Franz Borkenau (aunque no compartía lo que consideraba el anticomunismo demasiado estridente de alguno de ellos y el tono demasiado didáctico de la revista, en la que publicó durante las décadas de 1950 y 1960).
Catedrático de Historia Moderna en la Universidad de Oxford entre 1957 y 1980, en cuya vida académica intervino decisivamente (1959, campaña contra la candidatura de Sir Oliver Franks y a favor del primer ministro Harold Macmillan). Desde 1981 fue Rector de Peterhouse (Cambridge) gracias al apoyo del grupo de historiadores de Peterhouse liderado por Maurice Cowling. No obstante, su estancia en Peterhouse fue controvertida (incluso por los conserjes).
Su visión de la Inglaterra moderna, sobre todo del periodo de la Guerra Civil Inglesa del siglo XVII, le llevó a sonadas disputas con historiadores materialistas como Lawrence Stone y Christopher Hill o R. H. Tawney (socialista cristiano). Un buen ejemplo es la llamada controversia de la gentry (storm over the gentry), acerca de si este sector social se encontraba en declive (como defendía Trevor-Roper) o auge económico en el siglo que precedió a la guerra, y si tal hecho tuvo que ver con el comienzo de ésta en 1642 (extremo que negaba un tercer grupo de historiadores como J. H. Hexter y Geoffrey Elton).
Criticó la filosofía de la historia de Arnold J. Toynbee y Edward Hallett Carr. Debatió con A.J.P. Taylor y Alan Bullock sobre las creencias o ausencia de creencias de Hitler: mientras éstos lo describían como un aventurero oportunista, Trevor-Roper lo consideraba un ideólogo. Debatiendo con otros autores que consideraban que Hitler pretendía la dominación del mundo, argumentó que solo pretendía mantener un liderazgo continental en Europa.
Publicó numerosos artículos de divulgación, recogidos en Historical Essays (1957).
Intervino de forma destacada en la definición del concepto de crisis del siglo XVII. Su causa principal, según él, fue el conflicto entre corte y campo (Court and Country); o sea, entre los emergentes estados-nación y la aristocracia y nobleza regional con riqueza de base rural. Los historiadores materialistas, como Eric Hobsbawm, compartiendo la existencia de la crisis, le atribuían causas económicas y sociales. Otros negaban la misma existencia de una crisis general.
Uno de sus libros de más éxito fue su biografía del sinólogo Sir Edmund Backhouse (1976), cuya entera producción denuncia como un continuado fraude, lo que obligó a reescribir buena parte de la historiografía occidental sobre China que había tomado como fuente a Backhouse, hasta entonces considerado una autoridad mundial. Por ejemplo, demostró que su biografiado llegó a inventarse que la emperatriz viuda Cixi ordenara la muerte de su hijo.
El declive de su carrera comenzó en 1983, cuando autentificó junto a otros expertos (Eberhard Jäckel y Gerhard Weinberg) unos textos que pretendían ser los Diarios de Hitler, cuya falsedad fue probada por un posterior examen forense. A partir de entonces sus adversarios en Peterhouse le llamaban Lord Faker (Lord falsificador, en juego de palabras con su verdadero título: Lord Dacre o Barón Dacre de Glanton, que ostentaba desde 1979). Con parecida intención la revista satírica Private Eye le motejó Hugh Very-Ropey (Hugo Muy-Chungo). El escándalo afectó no solo a su fama como historiador, sino a su integridad, puesto que el Sunday Times, que había pagado una considerable suma por los derechos sobre los diarios, era el periódico donde solía colaborar Trevor-Roper, además de ser inversor. Por su parte, siempre insistió en que tanto él como sus compañeros habían cometido un error sin motivos deshonestos.
A pesar de todo, continuó publicando obras históricas (Catholics, Anglicans, and Puritans, 1987) que encontraron buena acogida.
De familia aristocrática, por sí y por matrimonio, destaca entre sus parientes su hermano Patrick Trevor-Roper, luchador por los derechos de los homosexuales.

## Obras
- Archbishop Laud, 1573-1645, 1940.
- The Last Days of Hitler, 1947.
- Secret Conversations, 1941-1944 (publicado más tarde como Hitler's Table Talk, 1941-1944), 1953.
- Historical Essays, 1957.
- "The General Crisis of the Seventeenth Century" pgs. 31-64 en Past and Present, Volumen 16, 1959.
- "Hitlers Kriegsziele" pgs. 121-133 en Vierteljahreshefte für Zeitsgeschichte, Volumen 8, 1960.
- "A. J. P. Taylor, Hitler and the War" pgs. 86-96 en Encounter, Volumen 17, julio de 1961.
- Blitzkrieg to Defeat : Hitler's War Directives, 1939-1945, 1965, 1964.
- The Rise of Christian Europe, 1965.
- Hitler's Place In History, 1965.
- Religion, the Reformation, and Social Change, and Other Essays, 1967.
- The Age of Expansion, Europe and the World, 1559-1600, Hugh Trevor-Roper, ed. 1968.
- The Philby Affair : Espionage, Treason, And Secret Services, 1968.
- The Romantic Movement And The Study Of History: the John Coffin memorial lecture delivered before the University of London on 17 February 1969, 1969.
- The Plunder Of The Arts In The Seventeenth Century, 1970.
- Queen Elizabeth's First Historian: William Camden and the Beginning of English "Civil History", 1971.
- A Hidden Life: The Enigma of Sir Edmund Backhouse, 1976.
- Princes and Artists: Patronage and Ideology at Four Habsburg Courts, 1517-1633, 1976.
- History and Imagination: A Valedictory Lecture Delivered before the University of Oxford on 20 May 1980, 1980.
- Renaissance Essays, 1985.
- Catholics, Anglicans and Puritans: Seventeenth Century Essays, 1987.
- From Counter-Reformation to Glorious Revolution, 1992.
- Letters from Oxford: Hugh Trevor-Roper to Bernard Berenson. Richard Davenport-Hines. L. (ed.): Weidenfeld & Nicolson, 2006 (ISBN 0-297-85084-9).
  - Reviewed Christopher Silvester en The Sunday Times, 16 de julio de 2006.
  - Reviewed Laura Cumming en The Observer, 6 de agosto de 2006.
- La crisis del siglo XVII, 2009, Buenos Aires/Madrid, Katz editores S.A, ISBN 978-84-96859-55-5.